# 紫川ジャンクション
紫川ジャンクション（むらさきがわジャンクション）は、福岡県北九州市小倉北区にある北九州高速道路1号線と4号線が分岐するジャンクション。トランペット型とY型の組み合わせで本線を連結している。

## 道路
- 北九州高速1号線
- 北九州高速4号線

## 隣
北九州高速1号線
(104)北方出入口 - (105)篠崎南出入口 - 紫川JCT - (106)篠崎北出入口 - (107)大手町出入口
北九州高速4号線
(405,406)足立出入口 - (407)紫川出入口 - 紫川JCT - (408)山路出入口/PA - (409)大谷出入口